# Magenta Riddim
Singles par DJ Snake
Broken Summer
(2017) Gassed Up
(2018)
Clip vidéo
(en) [vidéo] « "Magenta Riddim" (official) », sur YouTube
Magenta Riddim est une chanson du DJ et producteur français DJ Snake. Le titre est sorti en tant que 3e single du prochain album du DJ. La chanson a été écrite et produite par DJ Snake.

## Style
Titre multi-culturel, il mélange les sonorités orientales et dancehall.

## Clip
Tourné dans une petite ville du Telangana dans le sud de l'Inde, le clip est réalisé par Gal Muggia et Vania Heymann (en). Le musicien s'unit aux équipes des pompiers locaux.

## Liste des titres
| 1. | Magenta Riddim | 3:15 |

## Classements
| Classement (2018)    | Meilleure position |
| -------------------- | ------------------ |
| France (SNEP)        | 46                 |
| France (SNEP Ventes) | 12                 |